# Вульпія
Лисичник, вульпія (Vulpia) — рід трав з родини тонконогових або злакових (Poaceae).

## Опис

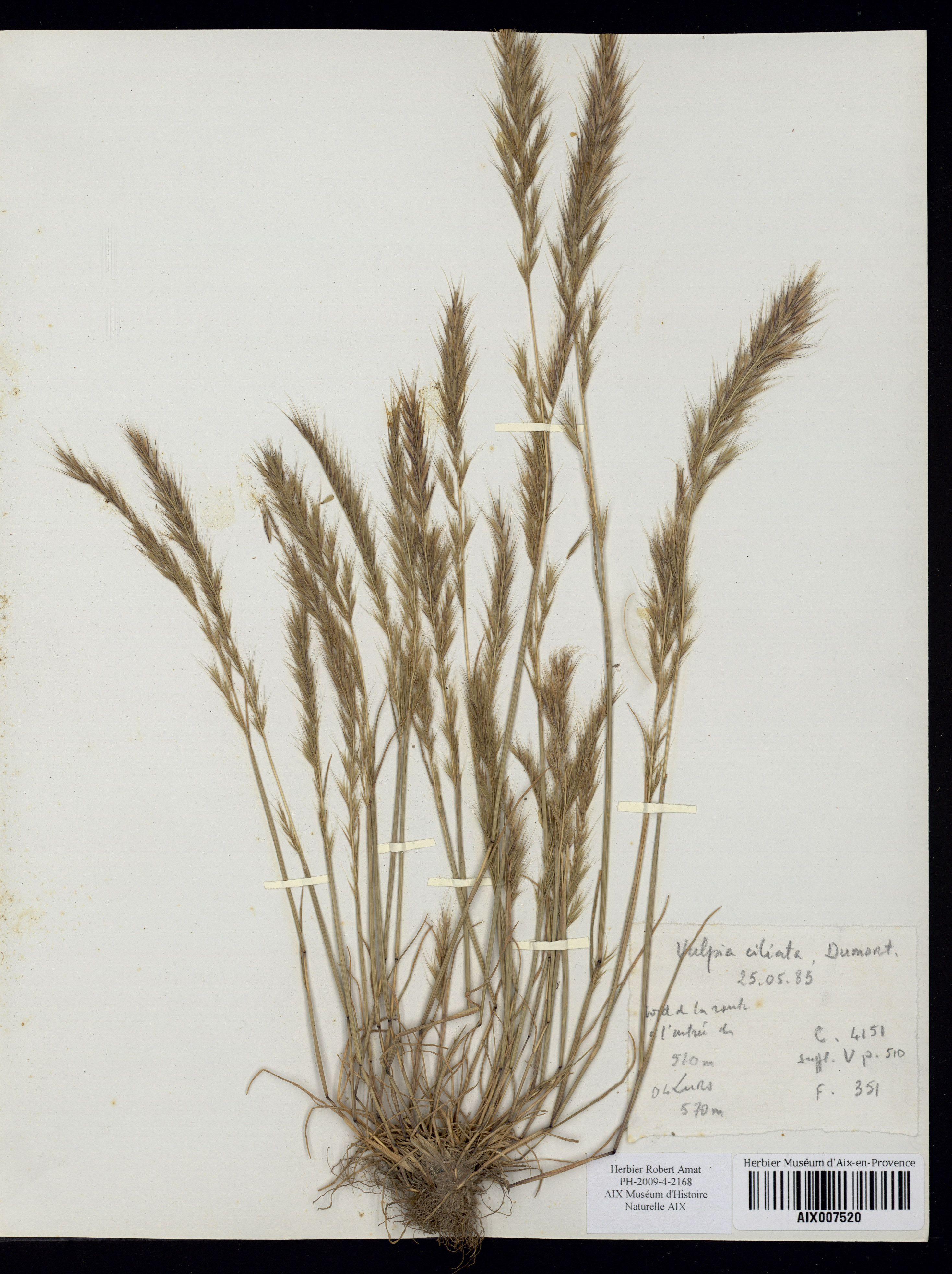
Гербарний екземпляр вульпії війчастої (Vulpia ciliata)

Однорічна трав'яниста рослина. Стебла пучкові, тонкі. Листкові пластинки лінійні, зазвичай евольвентні; язичок перетинчастий. Суцвіття згорнута, вузька, 1-гранна волоть. Колоски стиснуті з боків. Лусочки вузькі, дуже нерівні, стійкі; нижня луска дрібна, 1 жилкова (або без жилки); верхня луска значно довша, 1–3-жилкова; луски вузько-ланцетні, плівчасті, стають твердими при зрілості, округлі або іноді кілеві, з ледь помітними 3–5 жилками, задня частина гладка, шкірчаста чи запушена, краї загорнуті на палею, верхівка звужена в остюк; остюк прямий чи зігнутий, зазвичай довший ніж листова; мозоль коротка, гола або бородата; палея трохи коротша за листочок, кіль війчастий. Тичинок 1–3. Зав'язь гола. Зернівка вузька, щільно охоплена лемою та палеєю; гілум лінійний.

## Поширення
Представники роду поширені головним чином в помірних регіонах Північної півкулі, що поширюються на тропічні височини, також кілька видів у Південній Америці; кілька видів широко адвентивні; один вид в Китаї.

## Систематика
Вульпія тісно пов'язана з кострицею (Festuca) і відрізняється головним чином річним габітусом.

## Види
За даними спільного енциклопедичний інтернет-проєкт із систематики сучасних рослин Королівських ботанічних садів у К'ю і Міссурійського ботанічного саду «The Plant List» рід містить 26 прийнятих видів:.
- Vulpia alopecuros (Schousb.(інші мови)) Link
- Vulpia alpina(інші мови) L.Liu(інші мови)
- Vulpia antucensis(інші мови) Trin.(інші мови)
- Vulpia australis(інші мови) (Nees) Blom(інші мови)
- Vulpia brevis(інші мови) Boiss. & Kotschy
- Vulpia bromoides(інші мови) (L.) Gray
- Vulpia ciliata Dumort.
- Vulpia cynosuroides(інші мови) (Desf.) Parl.
- Vulpia delicatula(інші мови) (Lag.(інші мови)) Dumort.
- Vulpia elliotea(інші мови) (Raf.) Fernald
- Vulpia fasciculata(інші мови) (Forssk.) Samp.(інші мови)
- Vulpia fontquerana(інші мови) Melderis(інші мови) & Stace
- Vulpia geniculata (L.) Link
- Vulpia gracilis(інші мови) H.Scholz(інші мови)
- Vulpia gypsophila(інші мови) (Hack.) Nyman(інші мови)
- Vulpia ligustica(інші мови) (All.) Link
- Vulpia litardiereana(інші мови) (Maire) A.Camus
- Vulpia membranacea(інші мови) (L.) Dumort.
- Vulpia microstachys(інші мови) (Nutt.) Munro(інші мови)
- Vulpia muralis(інші мови) (Kunth) Nees
- Vulpia myuros(інші мови) (L.) C.C.Gmel.
- Vulpia octoflora(інші мови) (Walter[en]) Rydb.
- Vulpia pectinella(інші мови) (Delile) Boiss.
- Vulpia persica(інші мови) (Boiss. & Buhse) Krecz.(інші мови) & Bobrov
- Vulpia sicula(інші мови) (J.Presl) Link
- Vulpia unilateralis(інші мови) (L.) Stace